# アレッサンドロ・ボルタ

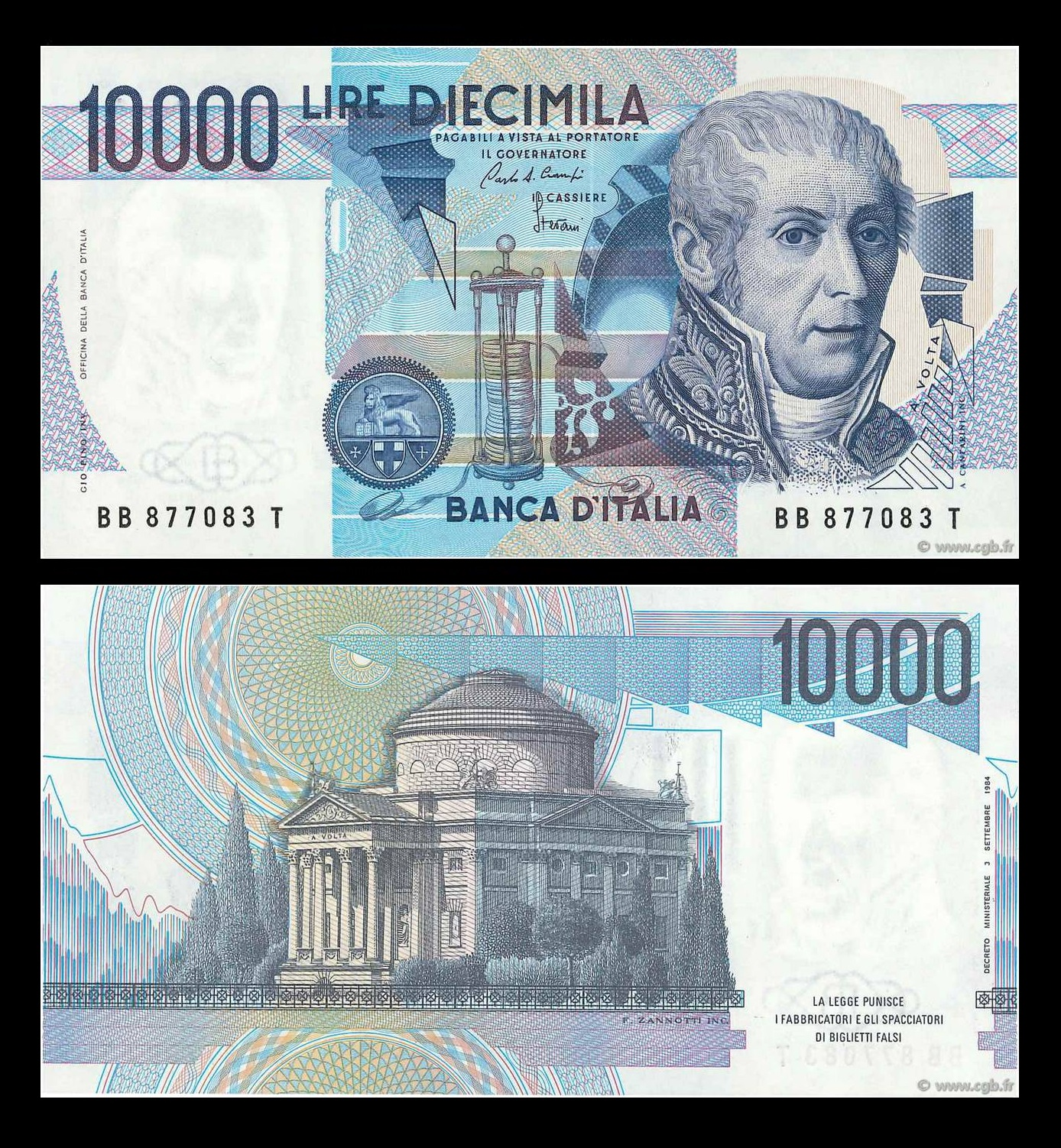
アレッサンドロ・ボルタの肖像がデザインされている1万リラ紙幣

アレッサンドロ・ジュゼッペ・アントニオ・アナスタージオ・ヴォルタ伯爵（Il Conte Alessandro Giuseppe Antonio Anastasio Volta、1745年2月18日 - 1827年3月5日）は、イタリアの自然哲学者（物理学者）。電池（ボルタ電池）を発明した。日本では、一般にはボルタと表記されることが多いため、本稿でもこの表記を用いる。

## 前半生と実績
1745年2月18日、ミラノ公国コモ（現イタリア北部）で生まれた。1774年、コモ国立ギムナジウム (Liceo Ginnasio Statale Scuola Reale di Como) 物理学教授となる。1775年、電気盆（静電気をためる器具）を改良し、広く紹介した。その印象が非常に強かったため、電気盆自体は1762年にスウェーデン人教授ヨハン・ヴィルケが発明したにもかかわらず、一般にはボルタが発明者と誤って紹介されることが多い。
1776年から1777年にかけ、沼に発生する発火性のガス（現在のメタン）が水素とは異なる物質であることを発見。密閉容器にメタンを入れ、電気火花で燃焼させる実験を行った。また、今日では静電容量と呼ばれているものを研究して電位(V)と電荷(Q)を分けて研究する手段を確立し、それらが比例することを発見した。この業績から、後に電位差の単位がボルトと名付けられることになった。
1779年、パヴィア大学で実験物理学の教授となり、この職を25年務めた。1782年にフランス、ドイツ、オランダ、イギリスを旅し、多くの科学者と知り合った。1791年、王立協会のコプリ・メダルを受賞した。1794年、テレーザ・ペレグリーニと結婚し、3人の息子をもうけた。1801年にナポレオン・ボナパルトによりパリに招聘され、ボルタはナポレオンに電気の実験をやってみせた。

## ボルタとガルヴァーニ
1791年ごろから、ボルタはルイージ・ガルヴァーニが「動物電気」と名付けた現象を研究しはじめた。それは、2種類の金属をカエルの脚に接触させると、その筋肉がけいれんするという現象である（ガルヴァーニ電気）。ボルタは、カエルの脚が電気伝導体（いわゆる電解質）であり、同時に検電器として機能していると考えた。彼はカエルの脚の代わりに食塩水に浸した紙を使い、それを2種類の金属で挟むことで電気の流れが生じることを確かめた。こうして彼は電気化学列を発見し、電解質を挟んだ2種類の金属電極で構成されるガルバニ電池の起電力は、2つの電極間の電極電位の差だという法則を見出した（そのため、同じ金属では電位が等しいため、起電力が生じない）。これをボルタの法則とも呼ぶ。
1800年、動物電気をカエルの筋肉自体に蓄えられていたものだというガルヴァーニの説への反証として、ボルタは一定の電流を作り出す初期の化学電池であるボルタの電堆 (voltaic pile) を発明した。ボルタは最も発電効率のよい金属電極の組み合わせを亜鉛と銀だとした。当初、塩水を入れたワインゴブレットに2種類の金属電極を入れて1つの電池とし、それらを直列につないで実験していた。ボルタの電堆はゴブレットの代わりに塩水を染み込ませた紙を使ったものである。

## 世界初の電池
電堆の発表に際して、ボルタはウィリアム・ニコルソン、ティベリウス・カバルロ、エイブラハム・ベネットの影響に敬意を表した。
ボルタのもう1つの発明として、拳銃の遠隔操作がある。彼はライデン瓶に蓄えた電気をコモからミラノまでの約50キロメートルの距離で送り、ピストルを発射させた。導線で電流を送るために、木の板を使って地面から絶縁した。この発明は電信の考え方と同じであり、電気を使った通信のさきがけとなった。

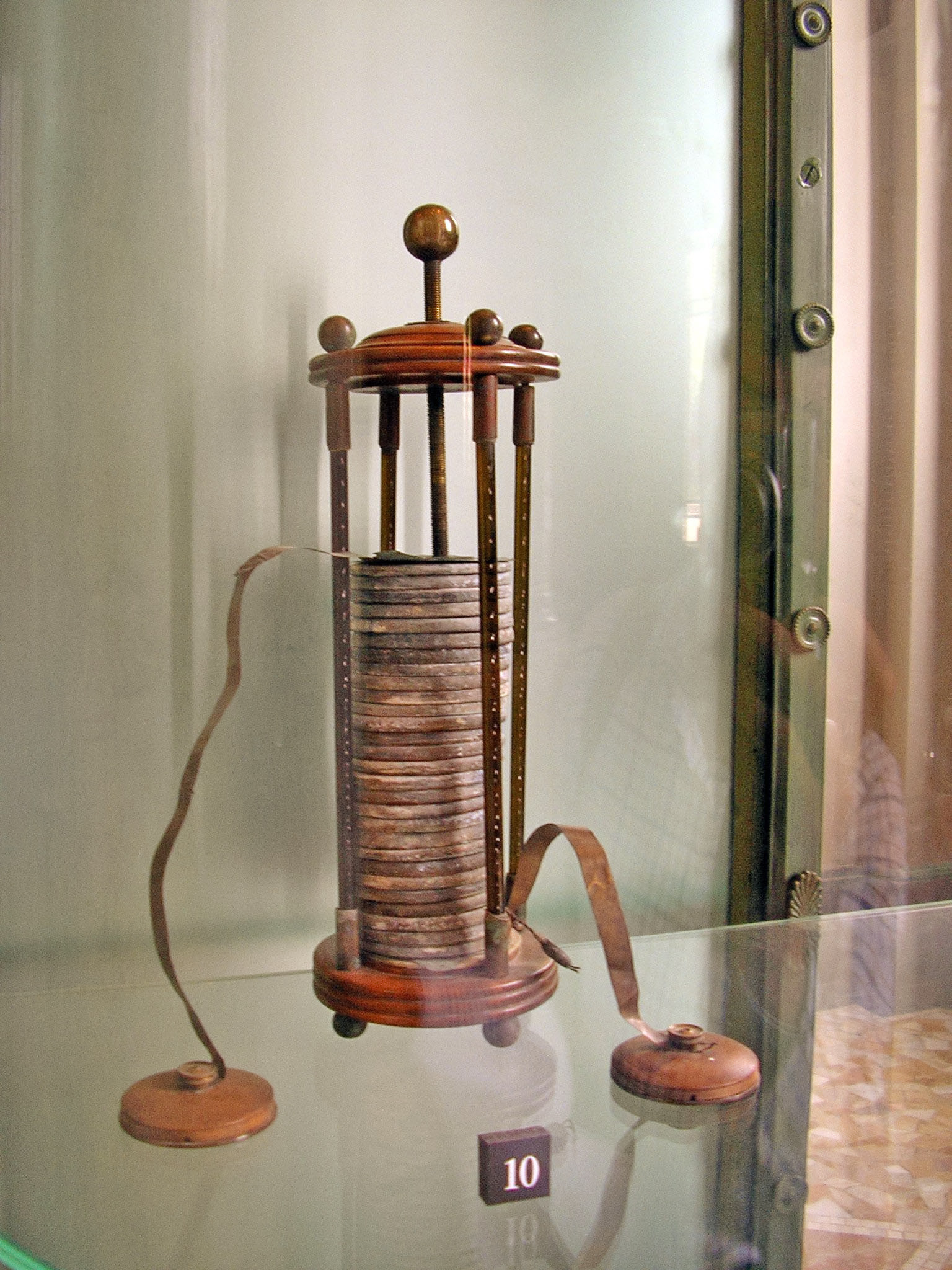
ボルタの電堆

ボルタが作った電池は世界初の化学電池とされている。亜鉛と銅の2種類の電極を使っていた。電解液には硫酸または塩化ナトリウムと水を混ぜた食塩水を使った。電解質は 2H+ と SO42- という形で存在している。亜鉛は電気化学列上で銅や水素よりも高い順位にあるため、負の電荷を持つ硫酸塩 (SO42-) と反応する。正の電荷を持つ水素イオン（陽子）は銅から電子をもらい、水素ガス H2 を発生する。このようにして亜鉛の電極が負、銅の電極が正となる。
2つの電極をつなげると、電流が流れる。このとき、次のような化学反応が起きる。
- 亜鉛 : {\displaystyle {\ce {Zn -> Zn^2+ + 2e-}}}
- 硫酸 : {\displaystyle {\ce {2H+ + 2e^- -> H2}}}

銅は反応せず、単に回路を形成する電極として作用する。
この電池には欠点もある。たとえ薄くても硫酸は危険であり、扱いにくい。また、水素ガスが完全には放出されず、銅電極の表面に蓄積して電極と電解液の間の障壁を形成するため、電池の発生する電力は徐々に小さくなっていく。同じ原理の電池は例えばレモンに2種類の電極を刺すことでも実現でき、学校の理科の実験などでよく使われている。

## 晩年と死後
ボルタはベンジャミン・フランクリンとナポレオン・ボナパルトの崇拝者だった。
1815年、オーストリア皇帝フランツ2世はボルタに敬意を表し、パドヴァ（パドア） (Padova) 哲学教授の称号を贈った。1810年には伯爵に叙されている。
1819年にコモ近辺のカムナーゴ（現在のカムナーゴ・ヴォルタ。分離集落）に隠棲し、1827年3月5日に同地で死去し、同地に埋葬された。
1881年、ボルタを記念し、電圧の基本単位の名はボルトとすることが決まった。
彼の肖像は、ユーロ導入前のイタリアの1万リラ紙幣に、ボルタ電池と共に描かれていた。